# Juli Vestí
Juli Vestí (en llatí Julius Vestinus) va ser un sofista romà que Suides menciona amb el nom de Ούηστίνος.
Va fer un resum del lexicó de Pàmfil i una selecció de paraules de Demòstenes, Tucídides, Iseu d'Assíria, Isòcrates d'Atenes i altres. El seu nom correcte probablement era Juli Justí i no Juli Vestí com diu Suides.